# Мауэрштеттен
Мауэрштеттен (нем. Mauerstetten) — община в Германии, в земле Бавария. 
Подчиняется административному округу Швабия. Входит в состав района Восточный Алльгой.  Население составляет 3041 человек (на 31 декабря 2010 года). Занимает площадь 16,55 км².